# SpaceX Crew-9
SpaceX Crew-9 är uppdragsbeteckningen för en bemannad rymdfärd med en Dragon 2-rymdfarkost från SpaceX. Farkosten sköts upp med en Falcon 9-raket från Cape Canaveral SLC-40 den 28 september 2024. Flygningens destination är den Internationella rymdstationen (ISS).
Farkosten dockade med rymdstationen den 29 september 2024.
På grund av problem med Boeing Crewed Flight Test, sköts farkosten upp med två astronauter och landade med fyra astronauter.
Farkosten lämnade rymdstationen den 18 mars 2025, några timmar senare återinträdde den i jordens atmosfär och landade i Mexikanska golfen.

## Besättning
|                | Upp                                          | Ner                                          |
| -------------- | -------------------------------------------- | -------------------------------------------- |
| Befälhavare    | Nick Hague, NASA Hans andra rymdfärd         | Nick Hague, NASA Hans andra rymdfärd         |
| Pilot          | Aleksandr Gorbunov, RSA Hans första rymdfärd | Aleksandr Gorbunov, RSA Hans första rymdfärd |
| Flygingenjör 1 |                                              | Barry E. Wilmore, NASA Hans tredje rymdfärd  |
| Flygingenjör 2 |                                              | Sunita Williams, NASA Hennes tredje rymdfärd |